# Li Ge
Li Ge (China, 12 de abril de 1969) es un gimnasta artístico chino, subcampeón olímpico en 1992 en el concurso por equipos, y subcampeón del mundo en 1991 también en el concurso por equipos.

## Carrera deportiva
En el Mundial de Stuttgart 1989 consigue la medalla de bronce en la competición por equipos —China queda por detrás de la Unión Soviética y de la República Democrática Alemana—; sus cinco compañeros en el equipo chino fueron: Li Chunyang, Li Jing, Ma Zheng, Guo Linxiang y Wang Chongsheng.
En Mundial celebrado en Indianápolis en 1991 consigue la medalla de plata en el concurso por equipos, tras la Unión Soviética y por delante de Alemania; sus compañeros en el equipo fueron: Guo Linyao, Li Xiaoshuang, Huang Huadong, Li Jing y Li Chunyang.
En los JJ. OO. de Barcelona 1992, la medalla de plata de nuevo en equipo —tras el Equipo Unificado y delante de Japón—; sus cinco colegas en el equipo chino en esta ocasión eran: Guo Linyao, Li Chunyang, Li Dashuang, Li Jing y Li Xiaoshuang.